# Årslev Sogn (Faaborg-Midtfyn Kommune)
Årslev Sogn ist eine Kirchspielsgemeinde (dän.: Sogn)
auf der Insel Fyn (dt.: Fünen) im südlichen Dänemark.
Bis 1970 gehörte sie zur Harde Vindinge Herred im damaligen Svendborg Amt, danach zur Årslev Kommune im
Fyns Amt, die im Zuge der  Kommunalreform zum 1. Januar 2007 in der
Faaborg-Midtfyn Kommune in der Region Syddanmark aufgegangen ist.

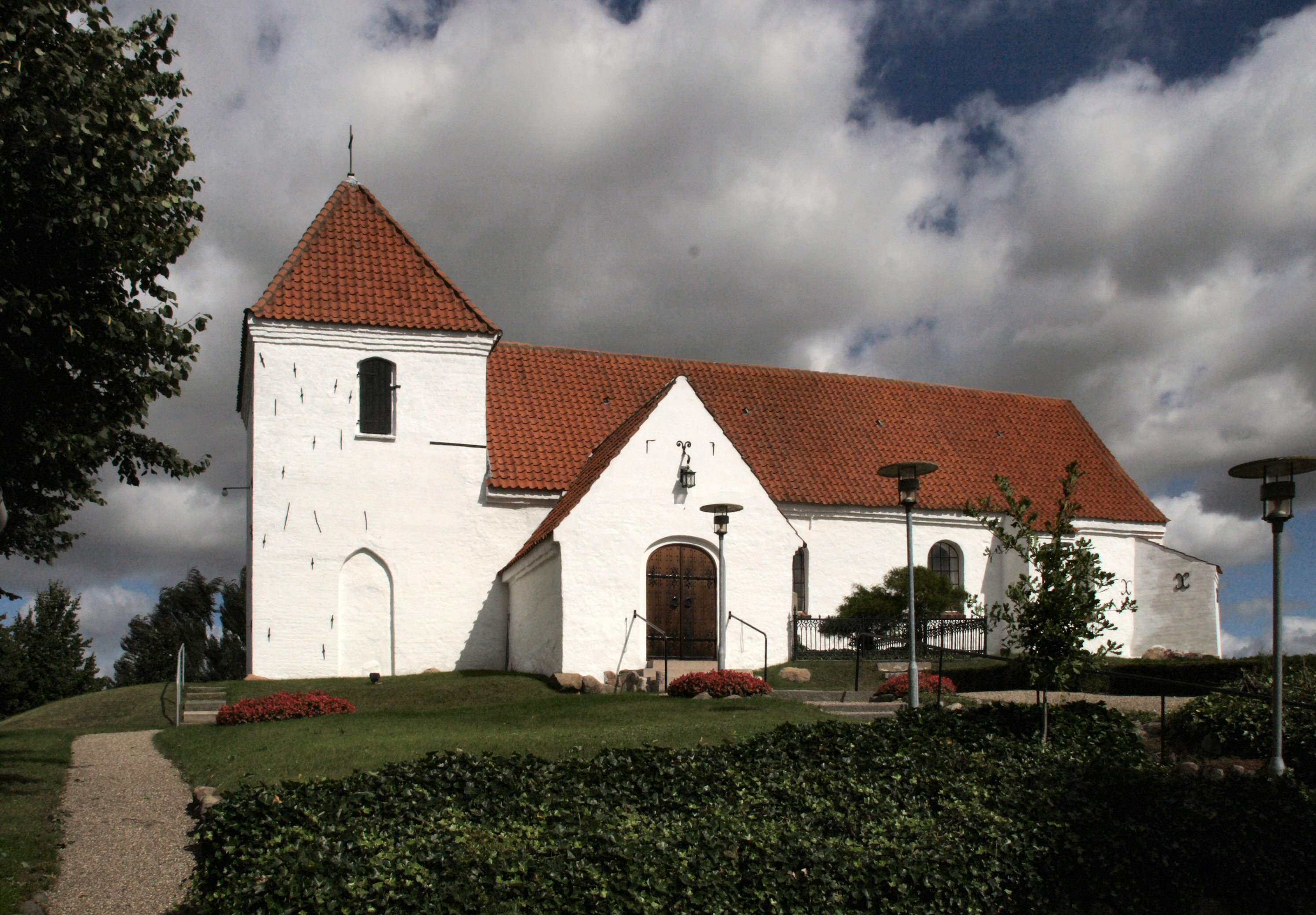
Årslev Kirke

Von den 4250 Einwohnern von Årslev leben 2043 im gleichnamigen Kirchspiel (Stand: 1. Januar 2023).
Im Kirchspiel liegt die Kirche „Årslev Kirke“.
Nachbargemeinden sind im Osten Sønder Nærå Sogn, im Süden Sønder Højrup Sogn und im Westen Nørre Lyndelse Sogn, ferner in der nördlich benachbarten Odense Kommune Højby Sogn.